# Jurketinec
Jurketinec – wieś w Chorwacji, w żupanii varażdińskiej, w gminie Maruševec. W 2011 roku liczyła 422 mieszkańców.